# Řehole

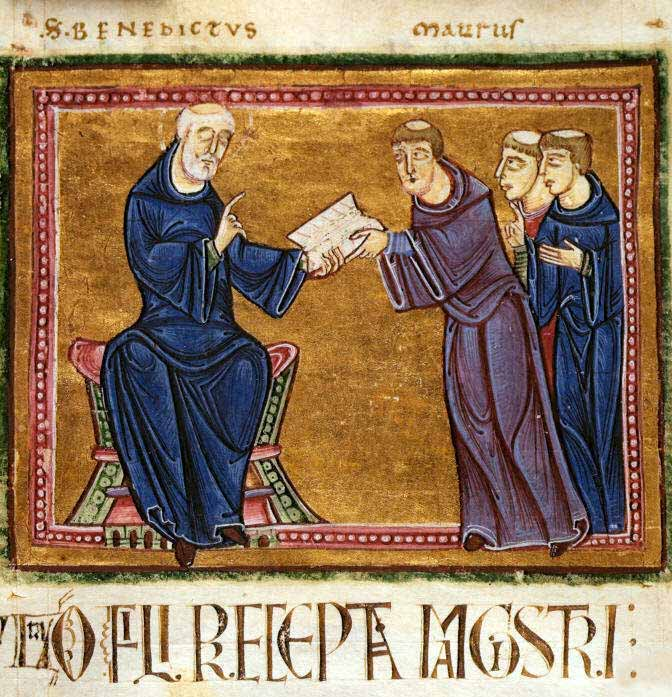
Benedikt z Nursie předává svou řeholi sv. Maurovi a ostatním mnichům; fr. miniatura z rukopisu Benediktovy řehole, opatství St. Gilles, 1129

Řehole (z latinského regula, pravidlo) je písemně formulovaný návod a souhrn pravidel, jimiž se řídí činnost řádu a život jeho členů. V přeneseném slova smyslu znamená činnost, která na člověka klade velké nároky.

## Popis
Řehole jsou náboženské texty, většinou sepsané zakladateli řádů (nebo jim aspoň připisované). Základ řehole obvykle tvoří evangelní rady chudoby (společné vlastnictví), čistoty (celibátní život) a poslušnosti. Text blíže určuje duchovní zaměření (spiritualitu) a poslání řádu a dále vymezuje jeho činnost. Podstatnou část řehole obvykle tvoří pravidla společného života. Řehole může popisovat jednotlivé kroky k začlenění do řádu (noviciát, řeholní sliby), stejně tak jako procedurální záležitosti, zařízení a organizaci kláštera (volba představeného apod.).

## Historie
Řehole byly obvykle sepsány jako pravidla pro život křesťanských komunit, které se rozhodly pro společný život podle evangelních rad. Nejznámější řehole sepsali Basileios z Kaisareie, sv. Benedikt, sv. František z Assisi a sv. Albert Jeruzalémský). Řehole svatého Augustina z roku 397 nebyla původně určena pro řeholní řád, ale pro osoby, které žily v jeho biskupském domě. Vedle komunit jimi založených však tyto řehole používaly i další řády a řeholní kongregace, které je přijaly. V současné době je proto obvyklé, že jednou řeholí se řídí více řádů; jejich odlišnost je pak dána stanovami jednotlivých řádů.